# Priča iz Hrvatske
Priča iz Hrvatske é um filme de drama croata de 1991 dirigido e escrito por Krsto Papić. Foi selecionado como representante da Croácia à edição do Oscar 1993, organizada pela Academia de Artes e Ciências Cinematográficas.

## Elenco
- Ivo Gregurević
- Mustafa Nadarević
- Dragan Despot